# Pougarje
Pougarje je naziv za skup od 18 sela naseljenih Hrvatima koja se nalaze na lijevoj obali rijeke Ugara. Rijeka Ugar je dobila ime po tome sto je bila granica Jajačke banovine tj. Hrvatsko-Ugarske s Osmanlijama. Prostire se na planini Ranča, 20-ak kilometara od Jajca, a cijelo područje općine je kod lokalnog stanovništva poznato pod imenom Pougarje, nazvano po rijeci Ugar, koja izvire na planini Vlašić Danas na prostoru Pougarja prostire se općina Dobretići. Na sjeveru dolinom i kanjonom rijeke Ugar (nekad Brzica), s istoka nalaze se dvorac Ostrac (Koricanske stijene) i dvorac Tisac, s juga Gostilj, te sa zapada jajačka tvrdjava Komotin. Nazivi sela su: Brnjići, Bunar, Davidovići, Dobretići, Donji Orašac, Gornji Orašac, Kričići, Melina, Mijatovići, Milaševci, Pavlovići, Prisika, Slipčevići, Vitovlje, Vukovići, Zapeće, Zasavica i Zubovići. Prije rata ondje je živjelo oko 5000 stranovnika. Veliki dio Hrvata jajačkog kraja korijena je iz Pougarja.
Pougarje (osobito obronci Ranče) je bogato crnogoričnom i mješovitom listopadno-crnogoričnom šumom. Gornji i srednji dio sliva Ugra još uvijek ima karakter salmonidnih voda, sada su tu samo (potočna pastrva) i prorijeđena mladica, a lipljan je (u nedavnoj prošlosti) iščezao. Nakon izgradnje HE Bočac, uzvodno sve dalje prodiru i ciprinide; u nekim sezonama sve do Vitovlja. U okolnim šumama obitava krupna divljač (lisica, vuk, medvjed, divlja svinja i druga, a u gustišu pri ušću Ilomske, u zaštićenom lovačkom reviru, formirano je i hranilište za mesoždere (uključujući i jata gavranova). Krajolik ušća Ilomske je posebno atraktivan, s dva vodopada, oko tri kilometra uzvodno[2]. Veći je visok čak 40 m, a (zbog konfiguracije terena) sasvim je neupadljiv s okolnog platoa. Eksponirane prema Ranči, Ugârske i Imljanske stijene (uz Ilomsku, ispod sela Đenići i Marići) predstavljaju golu (pretežno vapnenačku) matičnu stijenu.
Pougarje je do 60-ih godina 20. stoljeća bilo dio općine Jajce, zatim je do Domovinskog rata bilo u sastavu općine Skender-Vakuf, a potom kratko vrijeme vraćeno općini Jajce, dok je danas to samostalna općina Dobretići.  
Glavnina Pougarja je u općini Dobretići. Ušće Ilomske je nizvodno od Vitovlja  .
Uzvodno uz Ilomsku je selo Korićani i kanjon između Korićanskih stijena i Imljamske visoravni.
Rijeka Ugar je povijesna, nacionalna i prirodna granica hrvatskoga Puogarja i srpskog dijela na sjeveru koji zahvaća obronke Vlašića i Čemernice. Reljefno se razlikuje Gornje i Donje Pougarje. Gornje Pougarje se nalazi višem dijelu planine Ranče, a Donje u nižim dijelovima ili samoj dolini Ugra

## Povijesni kontekst
Rijeka Ugar je povijesna, nacionalna i prirodna granica hrvatskoga Pougarja i srpskog dijela na sjeveru koji zahvaća obronke Vlašića i Čemernice. Tokom rata u BiH (1992. – 1995.), stanovništvo Pougarja je ubijano i prognano. Nakon 1996., mnogi prognanici su se vratli u Općinu Dobretići.
Uz duboku provaliju Korićanskih stijena strijeljano je preko 200 Bošnjaka i Hrvata, 21.  kolovoza 1992. Nakon rafalne paljbe u leđa, survali su se niz gotovo okomiti kameni sipar. Samo nekoliko ih je preživjelo taj masakr. Zločin su počinili pripadnici policije i vojske Republike Srpske, što je dokazano i na Tribunalu u Hagu.

## Vanjske poveznice
- Skender Vakuf
- Vlašić